# Musikåret 1893

## Händelser
- 1 februari – Puccinis opera Manon Lescaut uruppförs på Teatro Regio i Turin.
- 9 februari – Giuseppe Verdis sista opera, Falstaff, har premiär på Teatro alla Scala i Milano.
- 29 december – Claude Debussys Stråkkvartett uruppförs i Paris.
- okänt datum – Patty och Mildred Hills sång Happy Birthday to You publiceras för första gången.
- okänt datum – Gehrmans musikförlag grundas.

## Årets sångböcker och psalmböcker
- Alice Tegnér – Sjung med oss, Mamma! 2

## Födda
- 3 januari – Rudy Wiedoeft, amerikansk musiker, saxofonist.
- 15 januari – Ivor Novello, engelsk skådespelare, regissör, manusförfattare och sångtextförfattare.
- 27 februari – Ruth Fröberg, svensk musiker (pianist).
- 16 mars – Abel Baer (död 1976), amerikansk kompositör.
- 21 juni – Alois Hába, tjeckisk tonsättare och musikpedagog.
- 2 juli – Ruben Nilson (död 1971), svensk konstnär och visdiktare.
- 28 juni – Nils Björkander, svensk tonsättare.
- 21 augusti – Lili Boulanger, fransk tonsättare.
- 21 september – Moses Pergament, svensk tonsättare.
- 14 december – Carl Winther, svensk sångare (förste tenor).

## Avlidna
- 18 oktober – Charles Gounod, 75, fransk tonsättare.
- 6 november – Pjotr Tjajkovskij, 53, rysk tonsättare.